# Ben Jauade (distrito)
Ben Jauade (em árabe: بن جواد; romaniz.: Bin Jawwad) foi um efêmero distrito da Líbia. Foi criado em 1983, durante a reforma daquele ano, com capital em Ben Jauade, mas foi abolido na reforma de 1987 e seu território foi absorvido por Sirte.